# Фрохбург
Фрохбург (њем. Frohburg) град је у њемачкој савезној држави Саксонија. Једно је од 41 општинског средишта округа Лајпциг. Према процјени из 2010. у граду је живјело 11.073 становника. Посједује регионалну шифру (AGS) 14729140.

## Географски и демографски подаци
Фрохбург се налази у савезној држави Саксонија у округу Лајпциг. Град се налази на надморској висини од 176 метара. Површина општине износи 108,1 km². У самом граду је, према процјени из 2010. године, живјело 11.073 становника. Просјечна густина становништва износи 102 становника/km².